# Haplodrassus canariensis
Haplodrassus canariensis är en spindelart som beskrevs av Schmidt 1977. Haplodrassus canariensis ingår i släktet Haplodrassus och familjen plattbuksspindlar.
Artens utbredningsområde är Kanarieöarna. Inga underarter finns listade i Catalogue of Life.